# Борок (Никольский район)
Борок — посёлок в Никольском районе Вологодской области. Административный центр Кемского сельского поселения и Верхнекемского сельсовета. С 1 января 2006 года по 1 апреля 2013 года входил в Верхнекемское сельское поселение
Расстояние до районного центра Никольска по автодороге — 50 км. Ближайшие населённые пункты — Верховино, Демино, Земцово.
По переписи 2002 года население — 965 человек (458 мужчин, 507 женщин). Преобладающая национальность — русские (99 %).